# Saint-Germain-de-Tournebut
Saint-Germain-de-Tournebut é uma comuna francesa na região administrativa da Normandia, no departamento Mancha. Estende-se por uma área de 13,84 km². Em 2010 a comuna tinha 441 habitantes (densidade: 31,9 hab./km²).